# 河北历史
河北省自古就有人类活动的迹象，并为中华文明的发源地之一。河北省北部為傳統遊牧民族山戎等的發源地。

## 上古文明
河北省是中国一个古老的文明发源地，据说当年伏羲就是在邢台一带生活，黄帝曾在涿鹿大战蚩尤。

## 先秦时代
- 春秋時山戎国首都无终山（今河北迁安县燕山一带），孤竹国首都在也在今唐山市附近。（孤竹国原为商先族旁支墨胎氏氏族，但后来部分地区与游牧民族无异），齊桓公稱霸時，齐燕联军最终“北伐山戎，刜令支，斩孤竹而南归”，齐桓公在伐山戎时，同时把孤竹国也灭了。至此，孤竹国在历史上就消亡了。而燕国也开辟了疆土，成为霸主齐国的北方屏障。

而三家分晉之後，趙國也迅速崛起，齊國勢力漸漸退出河北地。
- 春秋战国时期河北省北部属于燕国，南部属于中山国、赵国和魏国。保定市是当时的燕赵分界线，在保定市中心原存有“燕赵分界石”。当年燕国太子丹送别荆轲去刺秦王就是在燕国国界易水河分别，现在易县的易水旁尚有古迹荆轲塔。
- 中山国，春秋战国时期唯一一个少数民族的千乘之国，国都位于今平山县三汲乡境内。
- 赵国,战国时期的中原强国,都城就在现在的邯郸，现存仍有赵武灵王修建的“丛台”，市中还存在传说中赵国丞相蔺相如为避免和老将廉颇争执而让路的“回车巷”。
- 魏国，临漳县一带的漳河是西门豹修建的最早的水利工程，因为“河伯娶妇”的故事而出名。

## 秦汉时代

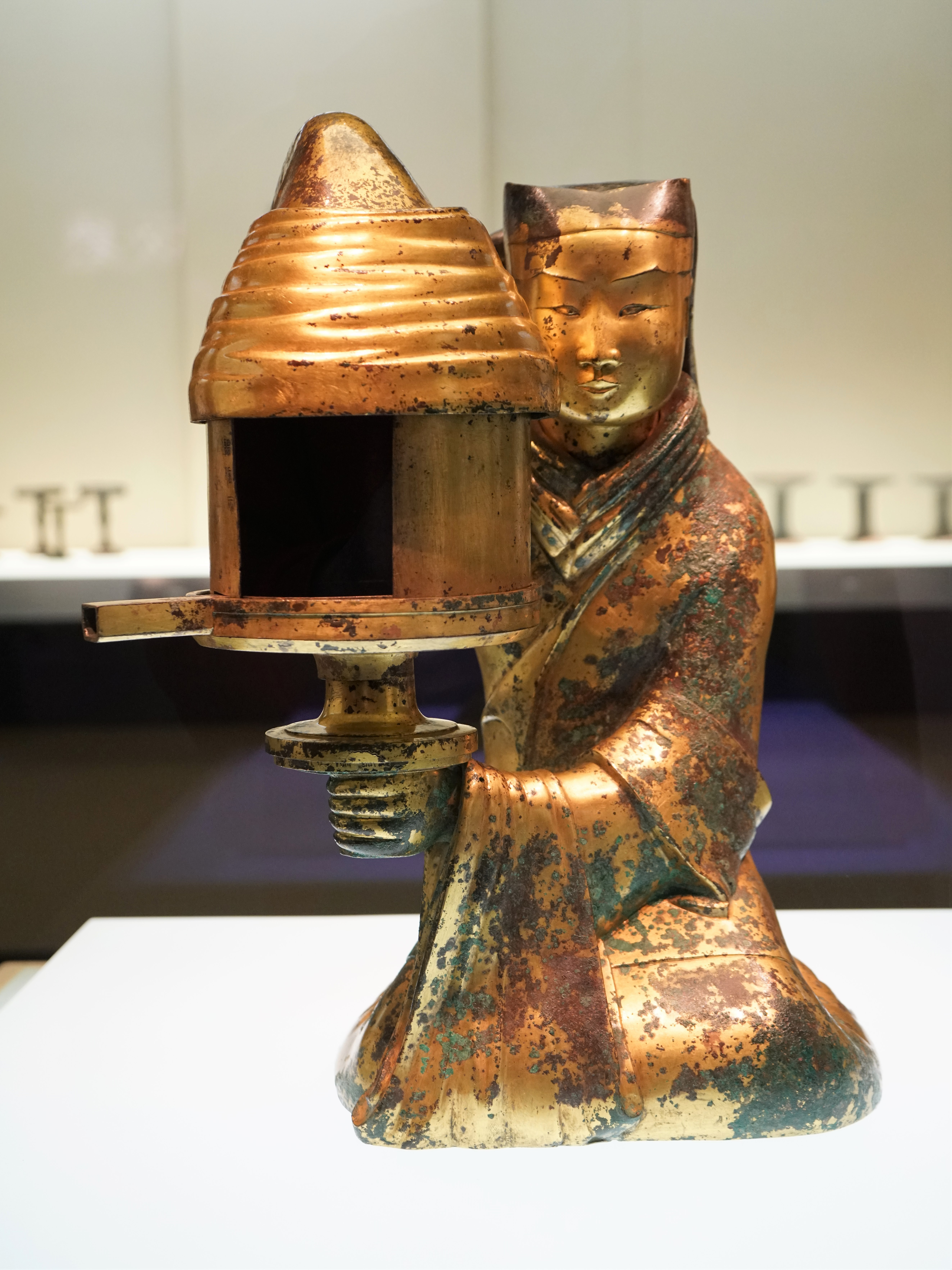
满城汉墓出土的长信宫灯，河北博物院藏

- 秦始皇统一六国之后，又在此地建立了右北平郡、渔阳郡、广阳郡、上谷郡、代郡等機構。
- 汉朝时在河北设立 幽州刺史部和 冀州刺史部，三国时曹操曾在漳河畔修建“铜雀台”，命其子曹植作名篇《铜雀台赋》。

## 两晋南北朝
- 西晋时为   右北平郡,平州。
- 东晋被晋朝官方建制营州所管辖，而实际上五胡乱华后相继存在了前赵，后赵，前燕，前秦，后燕，北燕等政权管辖。在北魏统一北方（除了辽东以北）前比较有影响力的大国有前燕，前秦，后燕，其中后燕定都中山（今河北省定州），后成为北魏的重要军事重镇。
- 337年，慕容皝于大棘城（今辽宁义县西北）称燕王，建燕国，史称前燕。
- 386年正月，慕容垂稱帝，定都中山（今河北省定州），改元建興，史稱後燕
- 409年，汉将冯跋自称燕天王，以燕为国号，都龙城，史称北燕。
- 在燕國的同時在河北北部到遼北塞外存在著段部鮮卑。
- 436年四月，北魏灭北燕降服高句丽等边疆政权，统一除了今天辽东以北的北方。
- 534年，北魏分裂為東魏與西魏，后来发展为北齐和北周，其中東魏，北齐定都于今河北邺城。

## 隋唐五代
- 汉人关陇军阀集团的代表杨坚灭亡北周后进而建立隋朝，河北地为河北道。
- 唐代为河北道，安禄山曾任河北，平卢三地节度史，从今河北北部起兵反唐。
- 五代时河北地经历后梁，后唐，后晋，后汉，后周的统治，其中后晋时沙陀人石敬瑭向契丹人投降称‘儿皇帝’，并且割让‘幽云十六州’。这样后晋到宋统一汉地前，河北北部处于契丹人的控制之下，南部还短暂的存在过北汉等小国家。
- 燕 (五代)，五代时期军阀割据之地，原燕王、卢龙节度使刘守光割据的势力范围，故地位于今北京和河北北部，割据的时间为895年—913年，正式称帝割据的时间为911年—913年仅二年；后梁乾化元年（911年）八月，刘守光在幽州称帝，国号“大燕”，改元“应天”；后梁乾化三年（913年）十一月，晋王李存勖拔幽州，刘守光出逃，后被擒，至此，燕国灭亡。
- 后晋的建立者沙陀人石敬瑭为了打败后唐，投降契丹人，将幽云十六州割让给契丹。这16州是：幽（今北京市）、蓟（今天津蓟县）、瀛（今河北河间）、莫（今河北任丘）、涿（今河北涿州）、檀（今北京密云）、顺（今北京顺义）、新（今河北涿鹿）、妫（原属北京怀来，今为官厅水库库区）、儒（今北京延庆）、武（今河北宣化）、蔚（今河北蔚县）、云（今山西大同）、应（今山西应县）、寰（今山西朔县东马邑镇）、朔（今山西朔县），并向契丹称儿皇帝。 石敬瑭割让包括今北京，河北，天津等在内的燕雲十六州为辽国和金国后来对宋朝长江以北地区的威胁打开了门户。 辽国管辖时，河北渤海湾设立了“榷盐院”，管理盐务。

- 北宋初年宋太宗在高梁河(今北京市海淀区)与辽战斗，意图收复被后晋割让的燕云十六州未果；辽于会同元年起在北京地区建立了陪都，号南京幽都府，开泰元年改号析津府。北宋末年连金灭辽，曾短暂收复燕云十六州，并设置了燕山府路和云中府路，天津属于燕山府路。后金国以张觉事件大局伐宋，再次侵略今河北省，北京市，天津市等地。

## 宋辽金

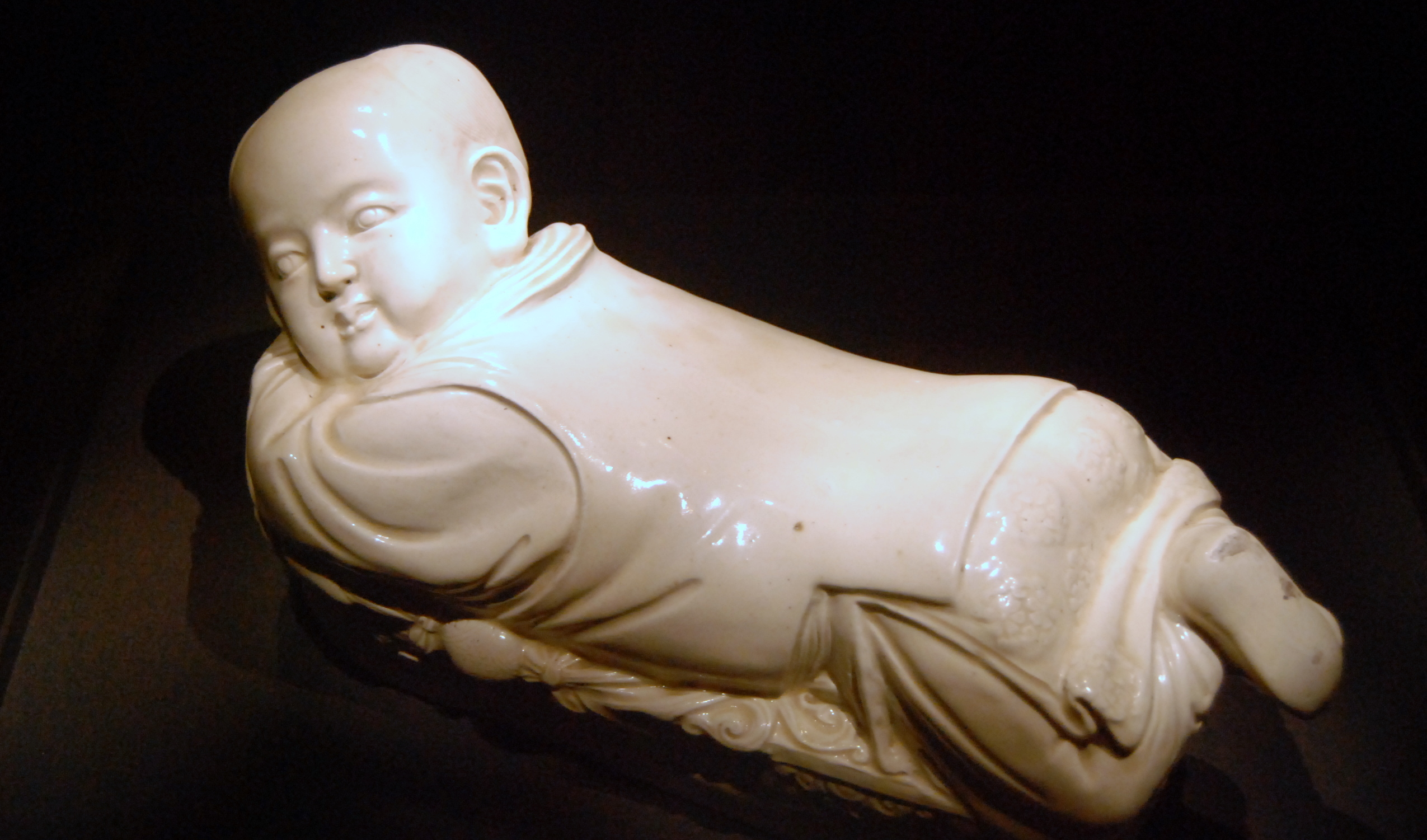
定窑白釉孩儿枕，故宫博物院藏

- 宋代分为河北东路和河北西路。北部‘幽云十六州’属于辽国，是两国经常交战的地方。在世界各地博物馆享有盛名的辽代瓷大罗汉像就是从易县的山洞中被外国人盗走的。《水浒传》中的人物林冲曾被发配沧州，卢俊义是大名府人。
- 宋连金灭辽后曾短暂的夺回‘幽云十六州’，但后来整个河北地成为金国的范围。

## 元
- 元代河北为中央直属的中书省。

## 明
- 明代初为北平承宣布政使司。靖难之役后原布政使司所辖府州改隶中央，相对于原应天诸府州的直隶地区，改称为北直隶。天津开始设县(天津衛)，徐光启开始将南方的稻向河北沿海移植，开启了中国北方种稻的历史。

## 清

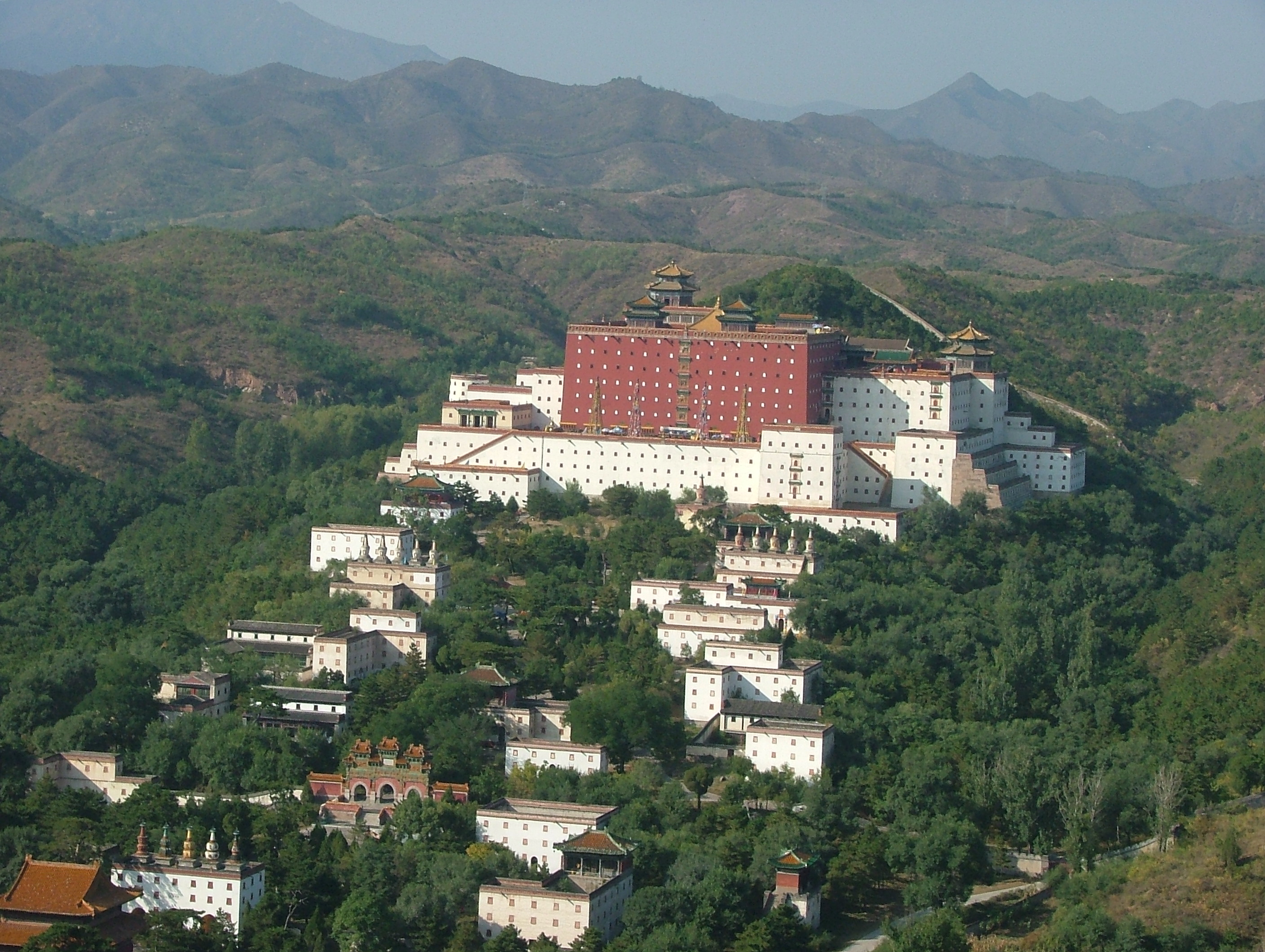
承德外八庙普陀宗乘之庙

- 清代，原北方直隶中央的府州改建为直隶省，等同其他省，设承宣布政使司。唐山修建了中国第一条铁路，第一座现代化煤矿。京张铁路是北京通往张家口的铁路，是第一条中国人自己设计施工的铁路，总工程师詹天佑有许多发明被世界各国铁路采用。

## 中华民国
- 中华民国时被分为察哈尔、热河、河北三省，河北省省会设在保定，现存有当时的都督府遗址。

热河的省会承德市和察哈尔的省會張家口（當時叫張家口廳，同時張家口以叫張垣而聞名）現在都在河北省的範圍之內。

## 中华人民共和国

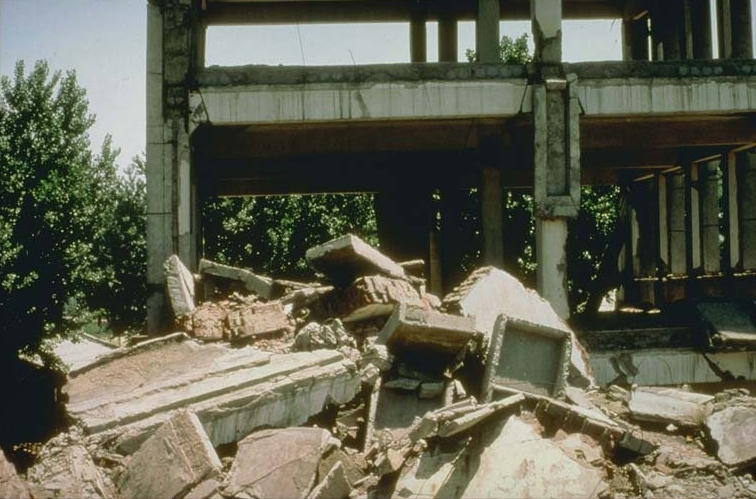
1976年唐山大地震后倒塌的楼房 (原唐山理工大学校内)

- 中华人民共和国成立后，原察哈尔、热河省的一部分并入河北省，省会设在保定，1958年天津市并入河北省，省会迁往天津。
- 1966年3月邢台市发生7.2级大地震，共计死亡8064人，受伤38451人，倒塌房屋508万余间[1][2]。
- 1967年1月天津升为直辖市，省会迁回保定。
- 文化大革命期间保定局势混乱，省会于1968年迁到现在的石家庄市。
- 1976年7月唐山市发生7.8级大地震[3]，共造成242,769人死亡，164,851人重伤。
- 2001年3月16日，石家庄发生一起恶性爆炸刑事案件，造成108人死亡[4]，38人受伤。此前凶手靳如超还在云南谋杀1人[5]。事后被广西警方捉获，同年因犯有故意杀人罪、爆炸罪，被石家庄中级法院判处死刑并交付执行。[6]
- 2017年3月，中共中央、国务院成立雄安新区，是北京非首都功能疏解集中承载地[7]。